# Jens Seidelin
Jens Seidelin (28. maj 1790 i København – 22. juli 1863 på Bjerregård ved Valby) var en dansk søofficer.
Han var søn af fattiglæge Peter Steenfeldt Seidelin (13. februar 1748 – 15. januar 1817) og Ane Cousine f. Green (1751-1810), blev 1807 sekondløjtnant i Marinen, 1815 premierløjtnant, 1821 kaptajnløjtnant, 1833 kaptajn, 1840 kommandørkaptajn, 1848 kommandør og 1853 kontreadmiral; 1863 erholdt han afsked med viceadmirals karakter og døde 22. juli samme år på Bjerregård ved Valby.
Som ung officer gjorde Seidelin 1811-14 tjeneste i den franske eskadre på Schelde, 1815 trådte han uden for nummer i nogle år for at studere, 1829 og 1832 var han vagtskibschef, 1830 førte han briggen St. Croix til Vestindien, 1833-34 Asiatisk Kompagnis skib Frederik VI til Ostindien og 1839 korvetten Galathea i Middelhavet. 1824-28 var Seidelin navigationslærer ved Søkadetakademiet, 1835 konstitueredes han og ansattes 2 år senere som navigationsdirektør, 1841 overtog han hvervet som eksaminator ved dispachøreksamen og blev 1845 medlem af kommissionen til studerende søofficerers uddannelse. 1860 indtrådte Seidelin på ny i aktiv tjeneste og var derefter til sin afgang chef for Søofficerskorpset. 1853 blev han Kommandør af Dannebrog. Foruden ved udgivelsen af nautisk-astronomiske tabeller for 1836-50 og ved flere nautiske bidrag til tidsskrifter har Seidelin gjort sig bekendt ved sin andel i udkastet til Lov om disciplinærstraffe for søkrigsmagten samt Rettergangsloven.
Han blev 13. august 1813 gift med Anna Elisabeth Bonnevie (22. februar 1794 – i Storring Præstegård 2. juli 1880), datter af justitsråd, toldinspektør i Kalundborg Emanuel Bonnevie og Anna Olava f. Gundersen.
Der findes et litografi af I.W. Tegner & Kittendorff